# Pokabius oreines
Pokabius oreines är en mångfotingart som beskrevs av Chamberlin 1941. Pokabius oreines ingår i släktet Pokabius och familjen stenkrypare. Inga underarter finns listade i Catalogue of Life.